# Pippuhana gandu
Pippuhana gandu är en spindelart som beskrevs av Antonio D. Brescovit 1997. Pippuhana gandu ingår i släktet Pippuhana och familjen spökspindlar. Inga underarter finns listade i Catalogue of Life.